# Мориан
Мориан (швед. Von Morian) — дворянский род.
Потомство Христиана-Эбергарда Мориана (1658—1736), асессора Рижского надворного суда в шведской службе, жалованного по прошению 1726 г. дипломом на потомственное дворянское достоинство.
Существовал старый Вестфальский дворянский род фон-Мориан, пользующийся таким же гербом, за исключением того, что в щите вместо головы арапа, помещена звезда.

## Описание герба
Чёрная перевязь справа, внизу вправо от неё отходят три полукруглых зубца, вверху — коронованная голова негра — 2 поле.
На щите дворянский коронованный шлем. Нашлемник: между двух страусовых перьев встающий коронованный негр без рук, на его одежде чёрная диагональная полоса с зубцами. Намёт на щите красный, подложенный серебром.